# Allium basalticum
Allium basalticum ist eine Pflanzenart aus der Gattung Lauch (Allium) in der Unterfamilie der Lauchgewächse (Allioideae) innerhalb der Pflanzenfamilie der Amaryllisgewächse (Amaryllidaceae). Diese ostmediterrane Lauchart wird gelegentlich als Zierpflanze verwendet.

## Beschreibung

### Vegetative Merkmale
Allium basalticum ist eine 25 bis 60 Zentimeter hohe, ausdauernde krautige Pflanze. Die Zwiebel ist breit eiförmig, 2 bis 3 Zentimeter lang und bis zu 4 Zentimeter dick und von einer grauen Hülle umgeben. Die 3 bis 5 grundständigen, kahlen Laubblätter mit langer, schmal dreieckiger Spitze sind lanzettlich, 30 bis 50 Zentimeter lang und 2 bis 5 Zentimeter breit, anfangs ziemlich steif aufrecht, später mehr oder weniger zurückgebogen.

### Generative Merkmale
Die Blütezeit ist im April und Mai. Der aufrechte, zylindrische Blütenstandsschaft ist 6 bis 8 Millimeter dick und erreicht Wuchshöhen von 25 bis 60 Zentimeter. Der dichte, breit schirmförmige bis halbkugelige, doldige Blütenstand mit einem Durchmesser von 6 bis 10 Zentimetern hat ein sehr kurz geschnäbeltes Doldenhüllblatt, das sich mehr oder weniger sternförmig in 3 bis 5 Klappen teilt. Die Blütenstiele sind gerade, ziemlich dick und grün.
Die becherförmigen und sternförmigen Blüten haben elliptische bis verkehrt eiförmige Blütenhüllblätter, die 6 bis 8 Millimeter lang und 4,5 bis 6 Millimeter breit sind. Sie sind weiß bis blassrosa, oft mit auffallend grünem Mittelnerv. Die Staubblätter sind schmal dreieckig, halb bis zwei Drittel so lang wie die Blütenhüllblätter, am Grund rosa bis karminrot, zur Spitze hin verblassend und mit hellgelben, länglichen Staubbeuteln besetzt. Die drei Fruchtblätter sind zu einem oberständigen, abgeflachten, rundlichen, bis 5 Millimeter breiten, glänzenden Fruchtknoten verwachsen, der 3 breite und 3 schmale Furchen aufweist. Der 2 bis 4 Millimeter lange, schmal kegelförmige Griffel ist rosafarben mit weißlicher Narbe. Der Fruchtknoten ist anfangs schwärzlich-purpurn, später grün und bildet eine etwa 8 Millimeter dicke, teilspaltige, glänzende Kapselfrucht.

## Vorkommen
Allium basalticum ist im Libanon, in Israel und Syrien verbreitet. Vorkommen wurden in Nordisrael, im Südlibanon, auf den Golanhöhen und im Westjordanland in Höhenlagen von 200 bis 950 Metern vor allem auf vulkanischen Basaltböden nachgewiesen. Allium basalticum besiedelt Wiesen und Äcker auf tiefgründigen, lehmigen Böden, die oft im Winter überschwemmt werden und im Sommer austrocknen.
Aufgrund moderner landwirtschaftlicher Praktiken (tiefes Pflügen und Einsatz von Pestiziden) gehen die natürlichen Vorkommen stark zurück und sind selten geworden. Auf den Golanhöhen wird ein weiterer Rückgang durch die Erschließung von Ölvorkommen erwartet. So wird Allium basalticum auf der weltweiten Roten Liste als „stark gefährdet“ (endangered) eingestuft. Weniger als 10 Prozent der Vorkommen liegen in Naturschutzgebieten. Der Botanische Garten in Jerusalem trägt zum Erhalt der Art bei.

## Systematik
Die Erstveröffentlichung von Allium basalticum erfolgte 2011 durch Ori Fragman-Sapir und Reinhard Michael Fritsch in Herbertia, Band 65, S. 34, durch Ausgliederung aus Allium nigrum L. Das Artepitheton basalticum bedeutet „basaltisch“ und bezieht sich hier auf das natürliche Vorkommen der Art auf Basaltböden. Allium basalticum gehört zusammen mit Allium nigrum L. und Allium atropurpureum Waldst. & Kit. zur Sektion Melanocrommyum Webb & Berth aus der Untergattung Melanocrommyum (Webb & Berth.) Rouy der Gattung Allium.

## Verwendung
Allium basalticum ist eine weit verbreitete Zierpflanze. Sie wurde in Israel als Schnittblume kultiviert und nach Holland exportiert, wo sie heute für den Gartenhandel angebaut wird. Allium basalticum harmoniert farblich gut mit Allium nigrum und Allium atropurpureum und passt gut in mediterrane Pflanzungen mit niedrigen Halbsträuchern, silberlaubigen Artemisia-Arten und Ziergräsern. Allium basalticum bevorzugt vollsonnige, nährstoffreiche Standorte und ist auf gut durchlässigen Sand- und Schotterböden in Mitteleuropa ausreichend winterhart. Im Handel wird meist die zartrosa blühende Sorte ‘Silver Spring’ angeboten.